# Turistički znak
Turistički znak je saobraćajni znak čija je svrha da usmeri posetioce na turističke destinacije, kao što su istorijske zgrade, turistički regioni, karavani ili kampovi, izletišta, sportski objekti ili muzeji.

## Poreklo
Turistički znakovi su uvedeni sredinom sedamdesetih godina u Francuskoj .Od tada se ideja o usmeravanju turista prema znamenitostima koristeći jedinstvenu vrstu signalizacije proširila širom sveta.

## Sadržaj turističkog znaka
Turistički znak može sadržati natpis, simbol, strelicu koja označava pravac kretanja, likovni ili grafički prikaz turističkog odredišta, kao i informacije o sadržaju turističke ponude.
Za označavanje kulturno-istorijskih znamenitosti i objekata na turističkim znakovima, umesto simbola se može koristiti fotografski prikaz u više boja.

## Vrste znakova[1]
1) znakovi za usmeravanje prema turističkim odredištima
2) znakovi za pružanje informacija o turističkim odredištima
3) znakovi za izraze dobrodošlice
4) znakovi za usmeravanje turista u pešačkim zonama
5) znakovi za usmeravanje biciklista
6) znakovi za usmeravanje turista na planinarskim stazama i stazama u prirodi

### Znakovi za usmeravanje prema turističkim odredištima[2]
1. turistički strelasti putokaz
2. turistička putokazna tabla
3. turistička informaciona tabla

### Znakovi za pružanje informacija o turističkim odredištima
1. znak "sadržaj turističke ponude"
2. znak "turistički put"
3. znak "turističke informacije".

### Znakovi za izraze dobrodošlice
Znakovi za izraz dobrodošlice su znak "dobrodošli"i znak "doviđenja".
Znak "dobrodošli" u turističku destinaciju je pravougaonog oblika i sadrži naziv turističke destinacije i natpis "dobrodošli".Znak za izraz dobrodošlice u turističku destinaciju može sadržati simbol, likovni, grafički ili fotografski prikaz.
Znak "doviđenja" je pravougaonog oblika i sadrži naziv turističke destinacije i natpis "doviđenja".

### Znakovi za usmeravanje turista u pešačkim zonama
1. znak "kulturno-istorijska znamenitost"
2. znak "prirodna znamenitost"
3. znak "ugostiteljski objekat"
4. znak "javni objekat"

### Znakovi za usmeravanje biciklista
Znakovi za usmeravanje biciklista su znak "biciklistička putokazna tabla" i znak "biciklistička informaciona tabla".

### Znakovi za usmeravanjeturistana planinarskim stazama i stazama u prirodi[3]
Znak "planinarski strelasti putokaz" označava pravac prema turističkom odredištu na planinarskim stazama i stazama u prirodi.

## Položaj i mesto postavljanja
Položaj, mesto postavljanja i visina postavljanja znakova određuje se tako da turistički znak:
1) ne zaklanja postavljene saobraćajne znakove
2) ne odvraća pažnju vozača od postavljenih saobraćajnih znakova
3) ne ugrožava kretanje pešaka
4) nije zaklonjena pešacima i parkiranim vozilima